# Maajid Nawaz
Maajid Usman Nawaz (urdu: ماجد نواز, [ˈmaːdʒɪd̪  naːwaːz]?, født 2. november 1977 i Westcliff-on-Sea) er en britisk aktivist, forfatter, politolog, radiovært og politiker. Han er leder af tænketanken Quilliam, der bekæmper islamistisk ekstremisme.

## Baggrund
Nawaz stammer fra en britisk-pakistansk familie i Southend-on-Sea, Essex. Tidligere var han medlem af den islamistiske organisation Hizb ut-Tahrir. Dette medførte, at han blev arresteret i Ægypten i december 2001, hvor han sad fængslet indtil 2006. I fængslet læste han bøger om menneskerettigheder og fik kontakt med Amnesty International, som påtog sig hans sag som samvittighedsfange, hvilket medførte, at han skiftede sindelag. Nawaz forlod derfor Hizb ut-Tahrir i 2007, afsvor sin islamistiske fortid og kræver nu en "sekulær islam".
Nawaz er uddannet i arabisk og jura ved SOAS (University of London) samt i statskundskab ved London School of Economics.

## Virke
I 2008 grundlagde Nawaz tænketanken Quilliam sammen med andre tidligere islamister, herunder Ed Husain. Tænketanken beskriver sig selv som en "global organisation med fokus på integration, borgerskab og identitet, religionsfrihed, indvandring, ekstremisme og terrorisme".
I 2015 var Nawaz kandidat for Liberaldemokraterne i Hampstead- og Kilburn-kredsen (London) ved det britiske parlamentsvalg, men blev ikke indvalgt.
Nawaz udsendte i 2012 en selvbiografi med titlen Radical: My Journey out of Islamist Extremism. I 2015 fulgte hans anden bog, Islam and the Future of Tolerance, skrevet sammen med Sam Harris.
Nawaz har en ugentlig klumme i The Daily Beast og er vært for et program på radiostationen LBC.